# (8324) Juliadeleón
(8324) Juliadeleon es un asteroide perteneciente al cinturón de asteroides, descubierto el 28 de febrero de 1981 por Schelte John Bus desde el Observatorio de Siding Spring, Nueva Gales del Sur, Australia.

## Designación y nombre
Designado provisionalmente como 1981 DF2. Fue nombrado en honor a Julia de León Cruz (n. 1977), astrónoma del Instituto de Astrofísica de Andalucía--Consejo Superior de Investigaciones Científicas, en Granada, España. Su experiencia está en las propiedades espectroscópicas y mineralógicas de planetas menores.

## Características orbitales
Juliadeleon está situado a una distancia media del Sol de 2,317 ua, pudiendo alejarse hasta 2,785 ua y acercarse hasta 1,850 ua. Su excentricidad es 0,202 y la inclinación orbital 7,312 grados. Emplea 1288,44 días en completar una órbita alrededor del Sol.

## Características físicas
La magnitud absoluta de Juliadeleon es 14,44. Tiene 3,155 km de diámetro y su albedo se estima en 0,374.